# Cleo Springs
Cleo Springs – miasto w Stanach Zjednoczonych, w stanie Oklahoma, w hrabstwie Major.